# Kurt Vonnegut
Kurt Vonnegut (Indianapolis, 11. studenog 1922. - New York, 11. travnja 2007.) bio je američki pisac i humorist poznat po svojim satiričnim i crnohumornim romanima. U karijeri dugoj preko 50 godina objavio je četrnaest romana, tri zbirke kratkih priča, pet drama i pet publicističkih djela; daljnje su zbirke objavljene nakon njegove smrti.
Rođen i odrastao u Indianapolisu, Vonnegut je pohađao Sveučilište Cornell, ali se povukao u siječnju 1943. i prijavio se u američku vojsku. Kao dio svoje obuke, studirao je strojarstvo na Institutu tehnologije Carnegie (sada Sveučilište Carnegie Mellon) i Sveučilištu Tennessee. Zatim je poslan u Europu, da se bori u Drugom svjetskom ratu, a Nijemci su ga zarobili tijekom bitke kod Bulgea. Bio je interniran u Dresden, gdje je preživio savezničko bombardiranje grada u mesnoj komori klaonice u kojoj je bio zatvoren. Nakon rata oženio se s Jane Marie Cox s kojom je dobio troje djece. Posvojio je svoje nećake nakon što mu je sestra umrla od raka, a njezin suprug poginuo u željezničkoj nesreći. I on i njegova supruga pohađali su Sveučilište u Chicagu, dok je on radio kao noćni izvjestitelj za „City News Bureau”.
Vonnegut je objavio svoj prvi roman, „Mehanički pijanino” (Player Piano), 1952. Roman je dobio pozitivne kritike, ali u to vrijeme nije bio komercijalno uspješan. U gotovo 20 godina nakon toga objavio je nekoliko romana koji su bili dobro cijenjeni, od kojih su dva („Titanske sirene” (The Sirens of Titan) 1959. i „Kolijevka za macu” (Cat's Cradle) 1963.) bili nominirana za nagradu „Hugo” za najbolji SF ili fantastični roman godine. Objavio je zbirku kratkih priča pod naslovom „(Dobro došli u kuću majmuna” (Welcome to the Monkey House) 1968. Njegov proboj bio je njegov komercijalno i kritički uspješan šesti roman „Klaonica pet” (Slaughterhouse-Five) (1969). Proturatni sentiment knjige odjeknuo je među čitateljima usred tekućeg Vijetnamskog rata, a kritike su općenito bile pozitivne. Nakon objavljivanja, „Klaonica pet” došla je na vrh liste najprodavanijih knjiga The New York Timesa, čime je Vonnegut postao slavan. Pozivali su ga da drži govore, predavanja i prigodne govore diljem zemlje te je primio mnoge nagrade i počasti.
Kasnije u svojoj karijeri, Vonnegut je objavio nekoliko autobiografskih eseja i zbirki kratkih priča, kao što su „Sudbine gore od smrti” (Fates Worse Than Death) 1991. i „Čovjek bez zemlje” (A Man Without a Country) 2005. Nakon smrti, hvaljen je kao jedan od najvažnijih suvremenih pisaca i crnohumorni komentator američkog društva. Njegov sin Mark objavio je 2008. kompilaciju njegovih neobjavljenih djela pod naslovom „Armagedon u retrospektivi” (Armagedon in Retrospect) 2017. Izdavačka kuća „Seven Stories Press” objavila je „Kompletne priče” (Complete Stories), zbirku Vonnegutove kratke proze, uključujući pet prethodno neobjavljenih priča. „Kompletne priče” prikupili su i predstavili Vonnegutovi prijatelji i znanstvenici Jerome Klinkowitz i Dan Wakefield. Brojni znanstveni radovi ispitivali su Vonnegutovo pisanje i humor.